# Masters de tennis masculin 1970
Le Masters Grand Prix 1970 est la 1re édition du Masters de tennis masculin, qui réunit les six meilleurs joueurs disponibles en fin de saison ATP en simple. Les trois meilleures équipes de double sont également réunies pour la 1re fois.

## Faits marquants
A venir

## Simple

### Résultats
|                   | Ken Rosewall  | Željko Franulović | Arthur Ashe   | Stan Smith    | Rod Laver     | Jan Kodeš     |
| Ken Rosewall      |               | 6-3, 6-3          | 6-3, 6-4      | 4-6, 5-6      | 6-5, 3-6, 5-6 | 6-5, 6-4      |
| Željko Franulović | 3-6, 3-6      |                   | 5-6, 6-3, 2-6 | 1-6, 6-5, 1-6 | 5-6, 6-3, 2-6 | 6-2, 3-6, 6-3 |
| Arthur Ashe       | 3-6, 4-6      | 6-5, 3-6, 6-2     |               | 3-6, 6-3, 6-5 | 3-6, 2-6      | 6-3, 4-6, 6-3 |
| Stan Smith        | 6-4, 6-5      | 6-1, 5-6, 6-1     | 6-3, 3-6, 5-6 |               | 4-6, 6-3, 6-4 | 6-3, 6-5      |
| Rod Laver         | 5-6, 6-3, 6-5 | 6-5, 3-6, 6-2     | 6-3, 6-2      | 6-4, 3-6, 4-6 |               | 6-4, 6-3      |
| Jan Kodeš         | 5-6, 4-6      | 2-6, 6-3, 3-6     | 3-6, 6-4, 3-6 | 3-6, 5-6      | 4-6, 3-6      |               |

### Classement
| #  | Joueur            | Matches G - P | Sets G - P |
| -- | ----------------- | ------------- | ---------- |
| 1. | Stan Smith        | 4 - 1         | 9 - 4      |
| 2. | Rod Laver         | 4 - 1         | 9 - 4      |
| 3. | Ken Rosewall      | 3 - 2         | 7 - 4      |
| 4. | Arthur Ashe       | 3 - 2         | 6 - 7      |
| 5. | Željko Franulović | 1 - 4         | 5 - 9      |
| 6. | Jan Kodeš         | 0 - 5         | 2 - 10     |

## Double
| Rang |                                | Kodeš Laver | Franulović Rosewall | Matchs G - P | Sets G - P |
| 1    | Arthur Ashe Stan Smith         | 6-3, 6-4    | 6-5, 6-5            | 2-0          | 4-0        |
| 2    | Jan Kodeš Rod Laver            |             | 3-6, 6-5, 6-4       | 1-1          | 2-3        |
| 3    | Željko Franulović Ken Rosewall |             |                     | 0-2          | 1-4        |